# Тёпленькая 1-я
Тёпленькая 1-я (или Тёплинка) — деревня Жерновского сельского поселения Долгоруковского района Липецкой области.

## Название
Законом Липецкой области от 11 ноября 2015 года № 463-ОЗ 1-я Тёпленькая переименована в Тёпленькую 1-ю.

## География
Деревня Тёпленькая находится в восточной части Долгоруковского района, в 13 км к востоку от села Долгоруково и в 4 км от центра поселения села Жерновное. Располагается на берегах реки Дегтярка (большей частью на левом берегу), при впадении в неё небольшого ручья.

## История
Тёпленькая впервые упоминается в «Экономических примечаниях Елецкого уезда» 1778 года как сельцо «Тёпленькое на ручье Богатой Снове, рядом с селом Жерновное». В «Списке населённых мест Орловской губернии» 1871 года упоминается как владельческое сельцо «Теплинское (Благодать)» имела 19 дворов и 427 жителей.
В начале XX века тёпленцы состояли в приходе Покровской церкви села Жерновное.
В 1926 году Тёпленькая — деревня, центр сельсовета, имеется 91 двор, в которых проживает 530 жителей. В 1932 году — 506 жителей.
До 1920-х годов деревня относилась к Сергиевской волости (центр — Меньшой Колодезь) Елецкого уезда Орловской губернии. В 1928 году деревня вошла в состав Долгоруковского района Елецкого округа Центрально-Чернозёмной области. После разделения ЦЧО в 1934 году Долгоруковский район вошёл в состав Воронежской, в 1935 — Курской, а в 1939 году — Орловской области. С 6 января 1954 года в составе Долгоруковского района Липецкой области.

## Население
| 1871 | 1926 | 1932 | 2010 |
| ---- | ---- | ---- | ---- |
| 427  | ↗530 | ↘506 | ↘52  |

## Известные жители
- Алябьев, Михаил Иванович — Герой Социалистического Труда, шахтёр, участник Великой Отечественной войны. Уроженец деревни Тёпленькая Первая.
- Устинов, Василий Федорович - ст. лейтенант, участник Великой Отечественной войны. Уроженец деревни Тёпленькая Первая.

## Транспорт
Через Тёпленькую проходит автомобильное шоссе, соединяющее Долгоруково с Задонском и Липецком. Ежедневно через деревню курсирует автобус по маршруту Долгоруково — Долгуша.
Грунтовыми дорогами Тёпленькая связана с деревнями Сергиевка Вторая, Сухаревка, Карташовка, селом Слепуха.

## Улицы
- Тёпленькая